# Ataque a la base aérea de Yavoriv

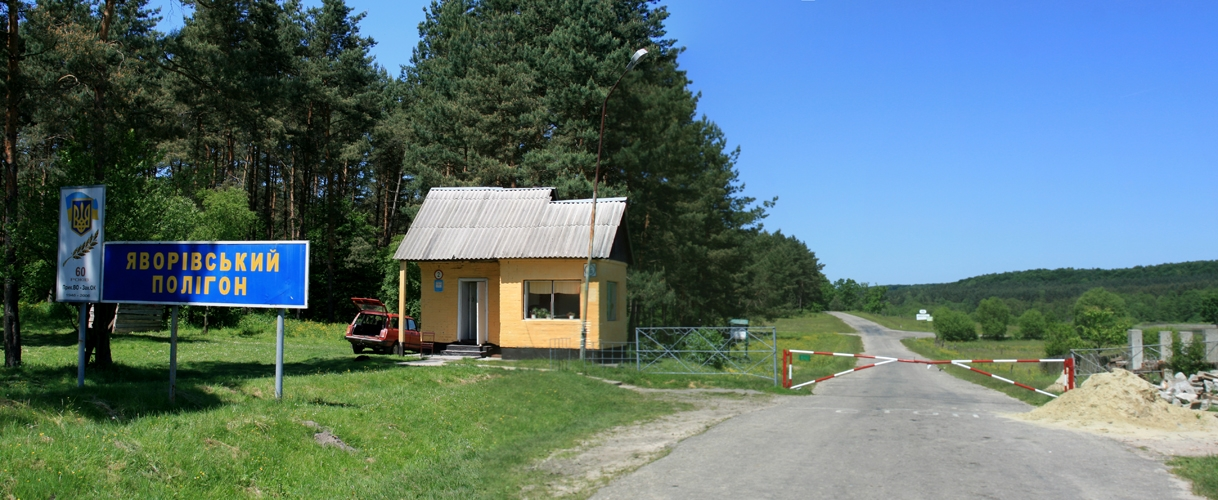
Campo de entrenamiento militar de Yavorovsky en el distrito de Yavorovsky de la región de Lviv, puesto de control.

El ataque a la base aérea de Yavoriv fue un ataque a la base militar de Yavoriv que ocurrió el 13 de marzo de 2022 en las primeras semanas de la invasión rusa de Ucrania de 2022. La base se encuentra cerca de la ciudad de Yavoriv, óblast de Leópolis. Según funcionarios ucranianos, la instalación militar fue alcanzada por 30 misiles rusos, matando a 35 soldados e hiriendo a otros 134.

## Ataque
Funcionarios ucranianos informaron que hasta 1000 combatientes extranjeros habían estado entrenando en la base como parte de la Legión Extranjera de Ucrania. El Ministerio de Defensa de Rusia anunció que había destruido «hasta 180 mercenarios extranjeros y un gran cargamento de armas extranjeras» y dijo que Rusia continuaría los ataques contra combatientes extranjeros en Ucrania; el Ministerio de Defensa de Ucrania dijo que no había confirmado a ningún extranjero entre los muertos. El 14 de marzo, el periódico británico The Mirror dijo que al menos tres exmiembros de las fuerzas especiales británicas podrían haber muerto en los ataques, y que la cantidad total de voluntarios muertos podría superar el centenar.
Un funcionario de la OTAN declaró que no había personal de la OTAN en la base, ya que todo el personal había abandonado el país antes de la invasión.